# Кечвайо
Кечвайо (*бл. 1826  — 8 лютого 1884) — останній незалежний інкосі (король) Держави зулусів у 1872—1879 роках.

## Життєпис

### Співволодар
Походив з династії Зулу. Син інкосі Мпанде та Нгкумбазі, небоги інкосі Шака. Про молоді роки замало відомостей. Вперше відзначився у 1852 році під час війни з племенем свазі. Завдяки військовим успіхам Кечвайо здобув популярність серед зулусів. Він вирішив цим скористатися для здобуття влади. Втім його батько Мпанде був прихильним до свого старшого сина Мбуязі. В результаті, навколо претендентів на трон склалося два ворожих табори. Прихильники Кечвайо були відомі під ім'ям узуту. У 1856 році цей конфлікт вилився у відкрите збройне протистояння. Вояки Мбуязі сплюндрували землі прихильників Кечвайо, що призвело до мобілізації сил узуту. Дві ворожі армії зустрілися в грудні 1856 року на березі Тугела у битві при Ндондакусука. Мпанде надав допомогу Мбуязі, на боці якого також бився загін мисливців на чолі із Джоном Данном, але узуту на чолі із Кечвайо вдалося здобути повну перемогу, а Мбуязі та п'ятеро інших синів Мпанде було вбито.
З цього моменту фактичне управління країною перейшло до Кечвайо. Втім його протистояння з батьком тривало. Побоюючись можливого вторгнення з боку зулусів, колоніальна влада ухвалила рішення про зведення уздовж кордону кількох військових фортів. Проте колоністи і зулуси були зацікавлені в мирному вирішенні конфлікту. Тому, за посередництва англійців, Кечвайо і Мпанде прийшли до компромісу. У 1861 році до Держави зулусів зі спеціальною місією вирушив міністр з тубільних справ республіки Наталь Т.Шепстоун, офіційно визнав Кечвайо спадкоємцем Мпанде, який, в свою чергу, публічно висловив свою відданість батькові. В подальшому Кечвайо і Мпанде спробували використовувати підтримку англійців в протистоянні з бурами.
Втім впливу Кечвайо кинув виклик молодший брат Умтонга, якого підтримував батько. Зрештою 1861 року або трохи пізніше Кечвайо наказав вбити дружину брата та йогос инів. Умтонга вимушений був тікати до бурів. У 1865 році Кечвайо вимушений був відбивати напад Умтоги, що спирався на допомогу бурів. Після смерті батька у 1872 році повністю перебрав владу.

## Володарювання
Для спокійного здобуття влади Кечвайо спочатку приховав смерть Мпанде. Церемонія проходила в священному для зулусів місці, де знаходилися могили всіх їх правителів, починаючи з батька Шаки — Сензангакони. Повторна церемонія була проведена 1 вересня 1873 року за подобою європейської коронації, в присутності англійців на чолі з Т.Шепстоуном. Було засновано нову столицю-крааль Улунді.
З самого початку Кечвайо намагався позбутися впливу англійців, для чого вигнав усіх європейських місіонерів. Водночас за підтримки Джона Данна сформував загін, що були озброєні вогнепальною зброєю, при цьому значно збільшив своє військо, яке сягнуло 30 тис. вояків. Були спроби створити кінноту. Загалом Кечвайо планував відновити кордони часів панування Шаки.
У 1877—1878 роках зріс політичний тиск на Кечвайо з боку британської влади. Колоністи зображували інкосі зулусів як жорстокого тирана, який намагався відродити найкривавіші звичаї, що існували за часів Шаки. У цих умовах Кечвайо виявляв максимум витримки. Його головним прагненням було зберегти мир, оскільки він добре розумів безнадійність відкритого військового зіткнення з європейцями.
Неминучість військового зіткнення між зулусами і Великою Британією стала очевидною після британської анексії Трансвааля в квітні 1877 року. Ці дії були частиною більш широкого плану з об'єднання усієї Південної Африки під владою британців у складі майбутньої Південно-Африканської конфедерації. Збереження незалежності зулусів цей проект не передбачав. Навпаки, існування вільної зулуської держави бачилося як головна перешкода на шляху до цієї мети.
11 грудня 1878 лейтенант-губернатор Наталя Г.Бртл-Фрер висунув Кечвайо ультиматум, основними умовами якого були розпуск зулуського війська, відмова від сформованої Шака військової системи, свобода дій для англійських місіонерів в Зулуленді, а також згоду на розміщення в землях зулусів британського резидента, який повинен був стежити за дотриманням умов ультиматуму і бути присутнім при вирішенні будь-яких конфліктів, в яких брали участь європейці або місіонери. За цих обставин Кечвайо нічого не залишалося, крім як відкинути ультиматум, що і стало приводом для початку англо-зулуською війни.
11 січня 1879 року зі дозволу британського уряду армія, що була розділена на 3 колони і складалася з 5000 британців і 8200 представників африканських племен під командуванням Фредеріка Огастас Тезігера, лорда Челмсфорда, вдерлася на зулуською територію. Втім вже 22 січня того ж року біля пагорба Ізандлвана військо зулусів здобуло перемогу над загоном під командуванням полковника Е. Дернфорда і підполковника Генрі Пуллейна. Зулуси не брали полонених і знищили всіх, кого змогли, але і самі понесли серйозні втрати (близько 3000 убитих).
22—23 січня 4—5 тисяч зулусів зробили набіг на прикордонну заставу Роркс-Дрифт, який обороняли 139 англійських солдатів, але після десятигодинної битви були змушені відступити, зазнавши великих втрат (в околицях Роркс-Дрифта після бою було знайдено близько 400 загиблих зулусів).
Перша колона, якою командував полковник Чарльз Пірсон, 22 січня була обложена зулусами в форте Ешове. Оскільки у Кечвайо не було планів вторгнення в Наталь, настало відносне затишшя у війні, і британці отримали можливість оговтатися від втрат і дочекатися підкріплень.
12 березня зулуси атакували англійців на березі річки Інтомбе, 62 з 106 англійських солдатів були вбиті. Але до цього часу британці підготувалися до нового наступу, а 28 березня війська на чолі із полковником Евеліном Вудом атакувала зулусів у Хлобане, але на підмогу до зулусів прибула армія з 26 000 вояків, тому британці були переможені. Їх втрати вбитими склали 15 офіцерів і 210 рядових (з них 100 африканців). На наступний день 25 000 зулуських воїнів без дозволу Кечвайо напали на табір Вуда у Камбули, але зазнали поразки. Ця битва вважається переламним моментом у війні.
29 березня лорд Челмсфорд виступив на чолі армії з 3400 європейських і 2300 африканських солдатів, на допомогу обложеним в Ешаві. 2 квітня він переміг зулусів в бою у Гінгіндлову, а 3 квітня прибув до Ешави, поклавши край двомісячній облозі.
Після поразок у Камбули і Гінгіндлову Кечвайо прагнув укласти мирний договір, але лорд Челмсфорд вирішив продовжувати війну до повного розгрому зулусів. 4 липня сталась остання битва у війні. Об'єднана британська армія Челмсфорда завдала нищівної поразки зулусів, якими командував Кечвайо, в битві біля королівського краалю Улунді. Втрати зулусів склали 1500 чоловік, британці втратили 10 чоловік убитими і 87 пораненими.

### Останні роки
28 серпня 1879 року Кечвайо було захоплено у полон і відправлено до Кейптауну, чим припинилася влада інкосі. Держава зулусів була розділена між 13 «вождями», серед яких були Зібебу, Хаму, і Джон Данн. Кожен «вождь» підписав договір, де він обіцяв відмовитися від військової системи зулусів. На одному з перших місць в договорі також стояло зобов'язання заохочувати чоловіків вирушати на заробітки в Наталь або інші британські території. Також «вожді» зобов'язалися заборонити практику «винюхування» чаклунів і їх подальшої страти, відмовитися від ввезення вогнепальної зброї та вирішувати всі суперечки з іншими «вождями» за посередництва британського резидента. В іншому зулуси отримали повну автономію.
У 1880 році в Зулуленді почалася громадянська війна між Зібебу, Хаму, Д.Данном і прихильниками поваленого Кечвайо. У 1883 році Кечвайо було повернено англійцями до зулусів, але, той, зазнавши поразки від Зібебу, втік під захист англійців. З 1881 року з публікації статі в газеті «Монінг Пост» почалася кампанія у Великій Британії на підтримку Кечвайо. У 1882 році зустрівся в Лондоні з королевою Вікторією, де намагався здобути підтримку для повернення влади. У 1883 році повернувся до зузуленда, де почав готуватися до відновлення на троні, але у сутичці з Зібнебу біля Улунді його було поранено й Кечвайо втік до Нкандлавуду.
Помер в Ешове 8 лютого 1884 року від серцевого нападу або отруєння. Номінальним наступником Кечвайо став його син, Дінузулу, але його не було визнано британським урядом, і функції його як вождя були істотно обмежені. Нащадки Кечвайо є вождями зулусів дотепер.